# Pilar Montenegro
Pilar Montenegro, nata María del Pilar Montenegro López (Città del Messico, 31 maggio 1969), è una cantante e attrice messicana.

## Discografia
- 1996 - Son del corazón
- 2001 - Desahogo
- 2004 - Pilar
- 2004 - Euroreggaeton
- 2005 - South Beach

## Filmografia parziale
- Volver a Empezar (1994-1995)
- Marisol (1996)
- Gotita de amor (1998)
- Soy tu dueña (2010)
- Qué bonito amor (2013)